# Pampa, Texas
Pampa är administrativ huvudort i Gray County i Texas. Ett viktigt återkommande evenemang i Pampa är Top O'Texas Rodeo. Enligt 2010 års folkräkning hade Pampa 17 994 invånare.